# Micrathetis dasaradana
Micrathetis dasaradana là một loài bướm đêm trong họ Noctuidae.